# Mot rymden
Mot rymden  (engelska: Space) är en amerikansk miniserie i fem delar från 1985.
Serien är baserad på James Micheners roman med samma namn. Den hade svensk premiär på SVT i maj 1987.

## Handling
Mot rymden följer det amerikanska rymdprogrammet från de första stegen efter andra världskriget till månlandningarna med Apollokapslarna i början av 1970-talet.

## Rollista i urval
- James Garner - Norman Grant
- Susan Anspach - Elinor Grant
- Beau Bridges - Randy Claggett
- Michael York - Dieter Kolff
- Bruce Dern - Stanley Mott
- Melinda Dillon - Rachel Mott
- Blair Brown - Penny Hardesty Pope
- Barbara Sukowa - Liesel Kolff
- Roscoe Lee Browne - Farquar
- Stephanie Faracy - Debbie Dee Claggett
- David Dukes - Leopold Strabismus / Martin Scorcella
- Ralph Bellamy - Paul Stidham
- Harry Hamlin - John Pope
- Martin Balsam - senator Glancey
- G.D. Spradlin - Tucker Thomas
- Dick Anthony Williams - Gawain Butler
- Wolf Kahler - Funkhauser
- James Avery - Jean-Marie